# Consortium pour le management de la recherche fondamentale et appliquée en Afrique au sud du Sahara

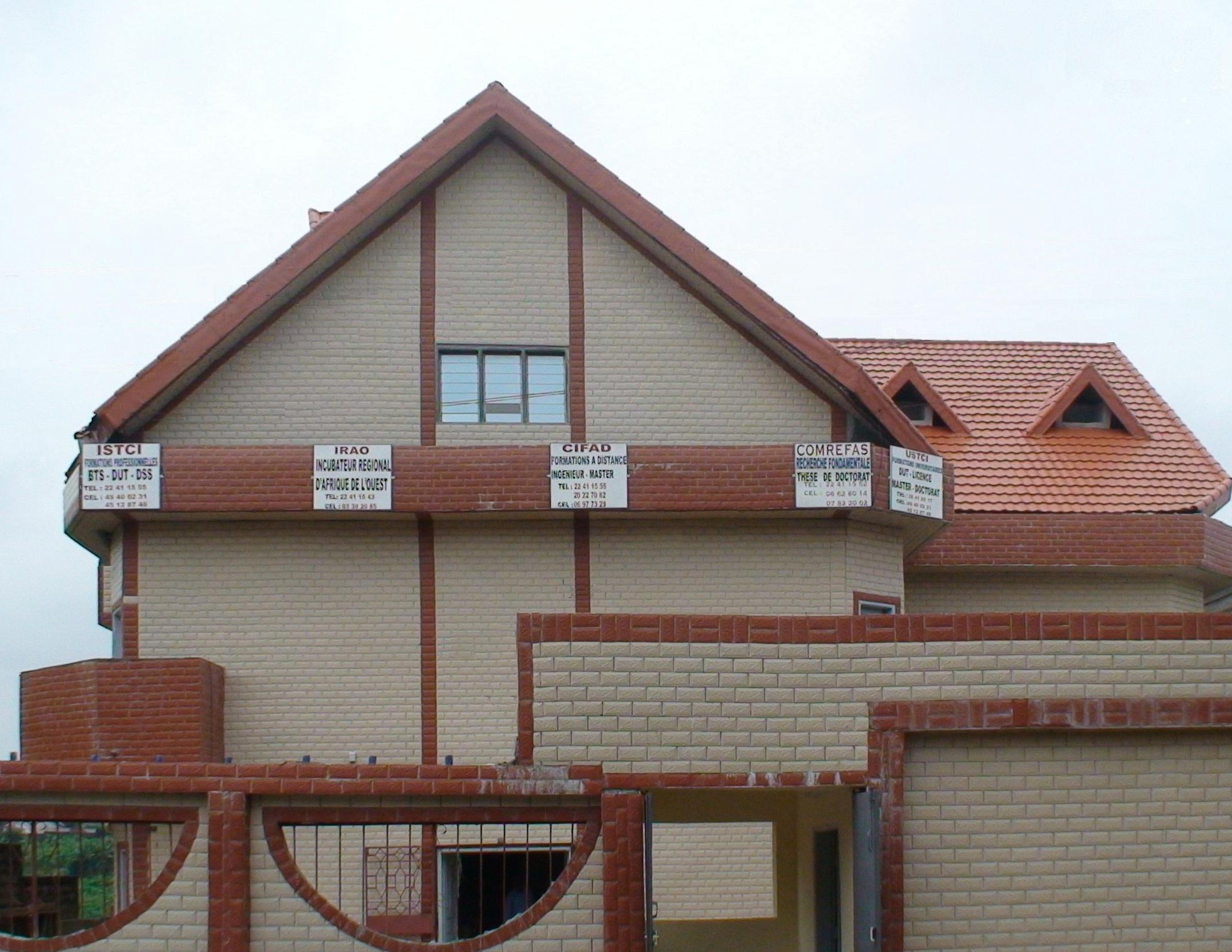
Siège du COMREFAS à Abidjan.

Le Consortium pour le management de la recherche fondamentale et appliquée en Afrique au sud du Sahara (COMREFAS) est une institution internationale pluridisciplinaire dont le but est de structurer et de valoriser la recherche fondamentale et appliquée en Afrique dans différentes disciplines scientifiques.

## Historique
Créé en 2009 par le Réseau des universités des sciences et technologies des pays d'Afrique au sud du Sahara (RUSTA) et reconnu par le ministère de l'Enseignement supérieur et de la Recherche scientifique de Côte d'Ivoire en 2010, le COMREFAS est le centre de recherche commun à toutes les institutions membres du RUSTA (université des sciences et technologies du Bénin, université des sciences et technologies de Côte d'Ivoire, université des sciences et technologies du Togo, institut supérieur de technologie de Côte d'Ivoire, etc.).
Son siège administratif est situé dans le quartier Cocody à Abidjan, la capitale économique de la Côte d'Ivoire.

## Mission et vision
Le COMREFAS se donne pour mission de contribuer au développement et à la valorisation de la recherche scientifique des pays d'Afrique. Cette démarche s'inscrit dans une volonté de fédérer la communauté scientifique autour d'une vision partagée, stimulante et porteuse d'avenir pour les sociétés africaines,,.
Pour ce faire, le COMREFAS entend promouvoir : 
- la coopération universitaire et scientifique[6] ;
- les échanges avec les organisations et les institutions ;
- la diffusion des connaissances à travers des manifestations scientifiques[7],[8] ;
- la formation des doctorants[9].

## Disciplines
Les disciplines scientifiques couvertes par le COMREFAS sont les suivantes :
- Sciences de gestion,
- Sciences économiques,
- Sciences sociales,
- Droit public,
- Droit privé,
- Sciences et technologies appliquées,
- Etc.

## Composantes
Le COMREFAS est composé de cinq laboratoires de recherche :
- le laboratoire de recherche en gestion des organisations (LAREGO) ;
- le laboratoire d'études et de recherches appliquées en droit public et privé (LAREAD) ;
- le laboratoire d'études expérimentales en sciences économiques (LAEXSE) ;
- le laboratoire pluridisciplinaire d'expérimentation en sciences sociales (LAPLESS) ;
- le laboratoire pluridisciplinaire de recherche en sciences et technologies appliquées (LAPRESTA).

Chaque laboratoire est composé d'une école doctorale qui est habilitée par le ministère de l'Enseignement supérieur et de la Recherche scientifique de Côte d'Ivoire à délivrer des diplômes de master recherche et de doctorat.